# 올림픽 박물관
올림픽 박물관(프랑스어: Le musée olympique)은 스위스 로잔의 우시(Ouchy) 지역에 있는 스포츠와 올림픽 관련 전시물들이 있는 박물관이다. 10000여 종 이상의 전시물이 있으며, 매년 25만 명 이상의 관람객이 찾는다. 1993년 6월 23일 후안 안토니오 사마란치의 주도로 세워졌고, IOC 위원이기도 한 멕시코 건축가 페드로 라미레즈 바스케스가 설계했다. 1994년에 IOC 창설 100주년 기념 행사가 열렸으며, 1995년 유럽 올해의 박물관에 선정되었다.
올림픽 박물관은 스포츠와 관련된 많은 미술 작품들이 전시된 공원에 둘러싸여 있다. 유명한 미술 작품으로 프랑스 조각가 오귀스트 로댕의 《미국 선수(The American Athlete》, 니키 드 상 팔의 《축구선수들(Les Footballeurs)》 등이 있다.
2012년 1월 29일, 20년 만에 박물관 리모델링 공사를 위해 문을 닫았다가, 2013년 12월 21일에 재개장하였다. 리모델링 기간 동안 이용하기 위해 인근의 레만호 변에 임시 전시 공간을 마련했다.

## 같이 보기
- 국제 올림픽 위원회(IOC)